# The Killers/Auszeichnungen für Musikverkäufe

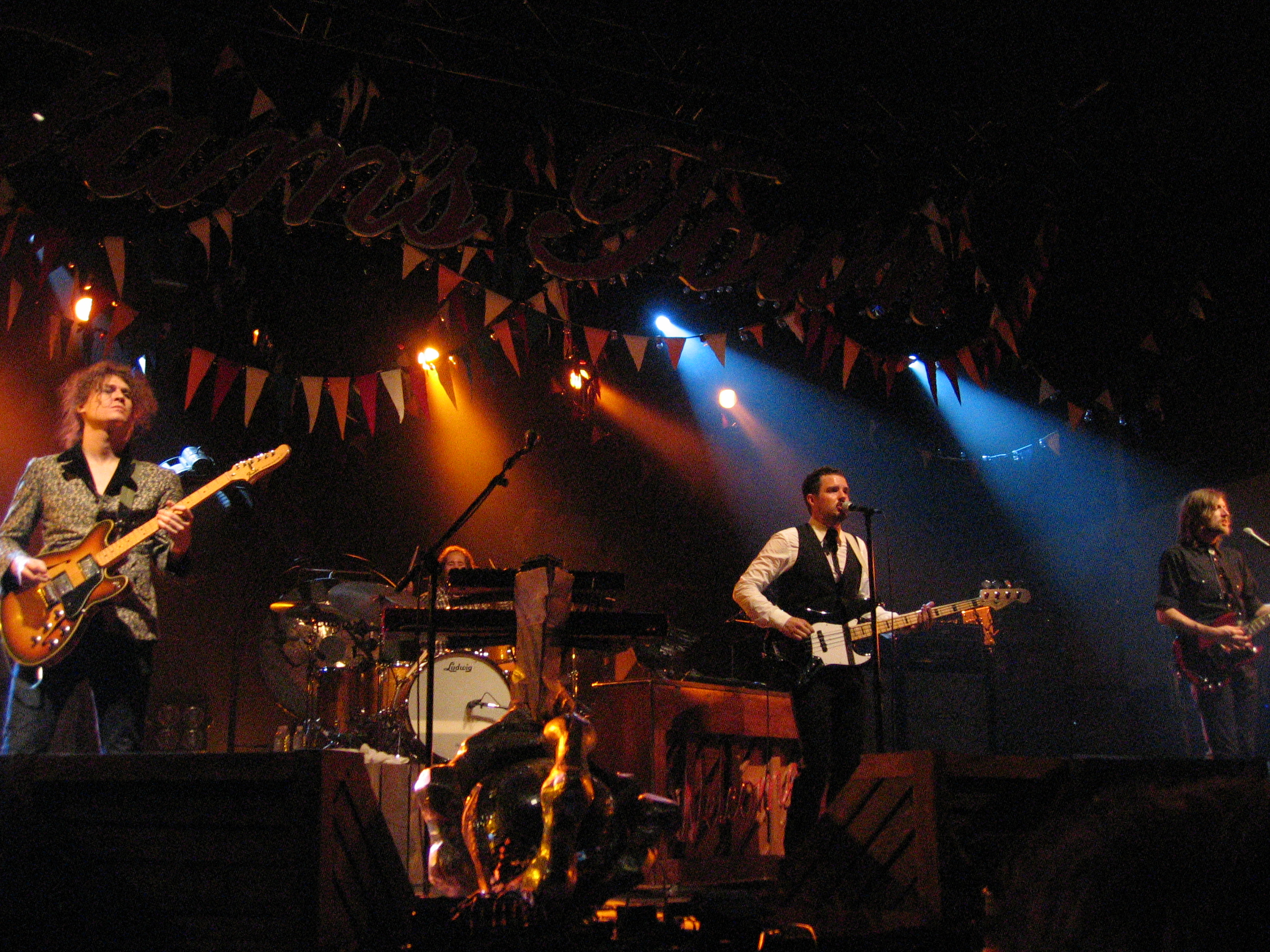
The Killers (2006)

Dies ist eine Übersicht über die Auszeichnungen für Musikverkäufe der US-amerikanischen Rock-Musikgruppe The Killers. Die Auszeichnungen finden sich nach ihrer Art (Gold, Platin usw.), nach Staaten getrennt in chronologischer Reihenfolge, geordnet sowie nach den Tonträgern selbst, ebenfalls in chronologischer Reihenfolge, getrennt nach Medium (Alben, Singles usw.), wieder.

## Auszeichnungen
| - Vereinigtes Königreich - 2018: für die Single Spaceman - 2021: für die Single Runaways - 2023: für das Lied Jenny Was a Friend of Mine - 2024: für die Single Run for Cover - 2024: für die Single For Reasons Unknown - 2025: für die Single Shot at the Night - Argentinien - 2004: für das Album Hot Fuss - 2006: für das Album Sam’s Town - Australien - 2008: für das Album Sawdust – The Rarities - 2013: für das Album Battle Born - 2020: für das Album Direct Hits 2003 2013 - 2023: für die Single Bones - 2023: für die Single Caution - 2023: für die Single Run for Cover - 2023: für die Single Shot at the Night - 2024: für das Lied Jenny Was a Friend of Mine - Belgien - 2007: für das Album Hot Fuss - 2007: für das Album Sam’s Town - Brasilien - 2010: für das Videoalbum Live from the Royal Albert Hall - 2024: für die Single Shot at the Night - 2024: für die Single Shadowplay - 2024: für die Single The Man - 2024: für die Single Miss Atomic Bomb - 2024: für die Single Here with Me - 2024: für die Single Read My Mind - Dänemark - 2007: für das Album Sam’s Town - 2007: für die Single When You Were Young - 2009: für das Album Day & Age - 2025: für die Single Somebody Told Me - Deutschland - 2008: für das Album Hot Fuss - 2008: für das Album Sam’s Town - 2023: für die Single Somebody Told Me - Frankreich - 2005: für das Album Hot Fuss - GCC - 2010: für das Album Day & Age - Griechenland - 2009: für das Album Day & Age - Irland - 2009: für das Album Live from the Royal Albert Hall - 2013: für das Album Battle Born - Italien - 2021: für das Album Hot Fuss - Kanada - 2023: für das Album Battle Born - 2023: für das Album Sawdust – The Rarities - 2023: für die Single Run for Cover - 2023: für die Single Runaways - 2023: für die Single Shot at the Night - 2023: für die Single Smile Like You Mean It - 2023: für die Single Spaceman - 2023: für das Lied Jenny Was a Friend of Mine - Mexiko - 2009: für das Album Day & Age - 2013: für das Album Battle Born - Neuseeland - 2009: für das Videoalbum Live from the Royal Albert Hall - 2011: für die Single Human - 2019: für das Album Direct Hits 2003 2013 - Norwegen - 2009: für das Album Day & Age - Österreich - 2009: für das Album Day & Age - Russland - 2006: für das Album Sam’s Town - Schweden - 2009: für die Single Human - 2009: für das Album Day & Age - Schweiz - 2009: für das Album Day & Age - Singapur - 2021: für das Album Hot Fuss - Spanien - 2009: für das Album Day & Age - 2024: für die Single When You Were Young - Vereinigte Staaten - 2024: für die Single Spaceman - 2024: für die Single Runaways - 2024: für die Single Shot at the Night - 2024: für das Lied Jenny Was a Friend of Mine - Vereinigtes Königreich - 2017: für das Album Wonderful Wonderful - 2021: für das Album Imploding The Mirage - 2021: für die Single The Man - 2024: für das Album Rebel Diamonds | - Argentinien - 2007: für das Videoalbum Sawdust – The Rarities - Australien - 2009: für das Album Day & Age - 2010: für das Videoalbum Live from the Royal Albert Hall - 2023: für die Single Read My Mind - 2023: für die Single Smile Like You Mean It - 2023: für die Single Spaceman - 2024: für die Single Runaways - Brasilien - 2024: für die Single Somebody Told Me - 2024: für die Single Human - Dänemark - 2009: für die Single Human - Deutschland - 2012: für das Album Day & Age - 2018: für die Single Human - Europa - 2007: für das Album Sam’s Town - 2008: für das Album Day & Age - 2008: für das Album Hot Fuss - Irland - 2007: für das Album Sawdust – The Rarities - Italien - 2024: für die Single Human - 2024: für die Single Somebody Told Me - Kanada - 2009: für das Album Day & Age - 2023: für die Single Read My Mind - 2023: für die Single The Man - Neuseeland - 2009: für das Album Day & Age - 2023: für die Single All These Things That I’ve Done - 2025: für das Album Rebel Diamonds - Spanien - 2009: für die Single Human - 2025: für die Single Somebody Told Me - Vereinigte Staaten - 2009: für das Videoalbum Live from the Royal Albert Hall - 2024: für die Single The Man - 2024: für das Album Day & Age - 2024: für die Single Read My Mind - 2024: für die Single Smile Like You Mean It - Vereinigtes Königreich - 2008: für das Album Sawdust – The Rarities - 2013: für das Album Battle Born - 2020: für die Single All These Things That I’ve Done - 2024: für die Single Smile Like You Mean It - 2024: für die Single Read My Mind - Australien - 2023: für die Single All These Things That I’ve Done - 2023: für die Single The Man - Brasilien - 2024: für die Single Mr. Brightside - Dänemark - 2023: für das Album Hot Fuss - Italien - 2024: für die Single Mr. Brightside - Kanada - 2023: für die Single Human - Neuseeland - 2007: für das Album Sam’s Town - 2018: für das Album Hot Fuss - 2024: für die Single When You Were Young - Spanien - 2024: für die Single Mr. Brightside - Vereinigte Staaten - 2024: für die Single Human - 2024: für das Album Sam’s Town - Vereinigtes Königreich - 2013: für das Videoalbum Live from the Royal Albert Hall - 2023: für die Single When You Were Young | - Australien - 2023: für die Single Human - 2023: für das Album Sam’s Town - Deutschland - 2023: für die Single Mr. Brightside - Kanada - 2023: für das Album Sam’s Town - 2023: für die Single All These Things That I’ve Done - Neuseeland - 2024: für die Single Somebody Told Me - Vereinigte Staaten - 2024: für die Single All These Things That I’ve Done - Vereinigtes Königreich - 2022: für das Album Direct Hits 2003 2013 - 2023: für die Single Human - 2024: für die Single Somebody Told Me - Irland - 2006: für das Album Sam’s Town - 2008: für das Album Day & Age - Kanada - 2023: für die Single When You Were Young - 2023: für die Single Somebody Told Me - Vereinigtes Königreich - 2010: für das Album Day & Age - Vereinigte Staaten - 2024: für die Single Somebody Told Me - 2024: für die Single When You Were Young - Vereinigtes Königreich - 2013: für das Album Sam’s Town - Australien - 2024: für die Single When You Were Young - 2024: für das Album Hot Fuss - Vereinigte Staaten - 2024: für das Album Hot Fuss - Vereinigtes Königreich - 2023: für das Album Hot Fuss - Australien - 2024: für die Single Somebody Told Me - Kanada - 2024: für das Album Hot Fuss - Vereinigtes Königreich - 2022: für das Album Hot Fuss - Vereinigtes Königreich - 2024: für die Single Mr. Brightside - Neuseeland - 2025: für die Single Mr. Brightside - Australien - 2025: für die Single Mr. Brightside - Brasilien - 2009: für die Single Bones - 2009: für die Single When You Were Young - 2024: für das Lied This River Is Wild - Kanada - 2025: für die Single Mr. Brightside - Vereinigte Staaten - 2024: für die Single Mr. Brightside |

## Auszeichnungen nach Alben

### Hot Fuss
| Land/Region                  | Auszeichnungen für Musikverkäufe (Land/Region, Auszeichnung, Verkäufe) | Verkäufe    |
| ---------------------------- | ---------------------------------------------------------------------- | ----------- |
| Argentinien (CAPIF)          | Gold                                                                   | 20.000      |
| Australien (ARIA)            | 6× Platin                                                              | 420.000     |
| Belgien (BRMA)               | Gold                                                                   | 25.000      |
| Dänemark (IFPI)              | 2× Platin                                                              | 40.000      |
| Deutschland (BVMI)           | Gold                                                                   | 150.000     |
| Europa (IFPI)                | Platin                                                                 | (1.000.000) |
| Frankreich (SNEP)            | Gold                                                                   | 100.000     |
| Italien (FIMI)               | Gold                                                                   | 25.000      |
| Kanada (MC)                  | 8× Platin                                                              | 800.000     |
| Neuseeland (RMNZ)            | 2× Platin                                                              | 30.000      |
| Singapur (RIAS)              | Gold                                                                   | 5.000       |
| Vereinigte Staaten (RIAA)    | 6× Platin                                                              | 6.000.000   |
| Vereinigtes Königreich (BPI) | 8× Platin                                                              | 2.400.000   |
| Insgesamt                    | 6× Gold · 33× Platin ·                                                 | 8.990.000   |

### Sam’s Town
| Land/Region                  | Auszeichnungen für Musikverkäufe (Land/Region, Auszeichnung, Verkäufe) | Verkäufe    |
| ---------------------------- | ---------------------------------------------------------------------- | ----------- |
| Argentinien (CAPIF)          | Gold                                                                   | 20.000      |
| Australien (ARIA)            | 3× Platin                                                              | 210.000     |
| Belgien (BRMA)               | Gold                                                                   | 25.000      |
| Dänemark (IFPI)              | Gold                                                                   | 20.000      |
| Deutschland (BVMI)           | Gold                                                                   | 150.000     |
| Europa (IFPI)                | Platin                                                                 | (1.000.000) |
| Irland (IRMA)                | 4× Platin                                                              | 60.000      |
| Kanada (MC)                  | 3× Platin                                                              | 300.000     |
| Neuseeland (RMNZ)            | 2× Platin                                                              | 30.000      |
| Russland (NFPF)              | Gold                                                                   | 10.000      |
| Vereinigte Staaten (RIAA)    | 2× Platin                                                              | 2.000.000   |
| Vereinigtes Königreich (BPI) | 5× Platin                                                              | 1.580.000   |
| Insgesamt                    | 5× Gold · 20× Platin ·                                                 | 4.405.000   |

### Sawdust – The Rarities
| Land/Region                  | Auszeichnungen für Musikverkäufe (Land/Region, Auszeichnung, Verkäufe) | Verkäufe |
| ---------------------------- | ---------------------------------------------------------------------- | -------- |
| Australien (ARIA)            | Gold                                                                   | 35.000   |
| Irland (IRMA)                | Platin                                                                 | 15.000   |
| Kanada (MC)                  | Gold                                                                   | 50.000   |
| Vereinigtes Königreich (BPI) | Platin                                                                 | 497.000  |
| Insgesamt                    | 2× Gold · 2× Platin ·                                                  | 597.000  |

### Day & Age
| Land/Region                  | Auszeichnungen für Musikverkäufe (Land/Region, Auszeichnung, Verkäufe) | Verkäufe    |
| ---------------------------- | ---------------------------------------------------------------------- | ----------- |
| Australien (ARIA)            | Platin                                                                 | 70.000      |
| Dänemark (IFPI)              | Gold                                                                   | 15.000      |
| Deutschland (BVMI)           | Platin                                                                 | 200.000     |
| Europa (IFPI)                | Platin                                                                 | (1.000.000) |
| Golf-Kooperationsrat (IFPI)  | Gold                                                                   | 3.000       |
| Griechenland (IFPI)          | Gold                                                                   | 5.000       |
| Irland (IRMA)                | 4× Platin                                                              | 60.000      |
| Kanada (MC)                  | Platin                                                                 | 80.000      |
| Mexiko (AMPROFON)            | Gold                                                                   | 40.000      |
| Neuseeland (RMNZ)            | Platin                                                                 | 15.000      |
| Norwegen (IFPI)              | Gold                                                                   | 15.000      |
| Österreich (IFPI)            | Gold                                                                   | 15.000      |
| Schweden (IFPI)              | Gold                                                                   | 20.000      |
| Schweiz (IFPI)               | Gold                                                                   | 15.000      |
| Spanien (Promusicae)         | Gold                                                                   | 40.000      |
| Vereinigte Staaten (RIAA)    | Platin                                                                 | 1.000.000   |
| Vereinigtes Königreich (BPI) | 4× Platin                                                              | 1.320.000   |
| Insgesamt                    | 9× Gold · 14× Platin ·                                                 | 2.833.000   |

### Live from the Royal Albert Hall
| Land/Region   | Auszeichnungen für Musikverkäufe (Land/Region, Auszeichnung, Verkäufe) | Verkäufe |
| ------------- | ---------------------------------------------------------------------- | -------- |
| Irland (IRMA) | Gold                                                                   | 7.500    |
| Insgesamt     | 1× Gold ·                                                              | 7.500    |

### Battle Born
| Land/Region                  | Auszeichnungen für Musikverkäufe (Land/Region, Auszeichnung, Verkäufe) | Verkäufe |
| ---------------------------- | ---------------------------------------------------------------------- | -------- |
| Australien (ARIA)            | Gold                                                                   | 35.000   |
| Irland (IRMA)                | Gold                                                                   | 7.500    |
| Kanada (MC)                  | Gold                                                                   | 40.000   |
| Mexiko (AMPROFON)            | Gold                                                                   | 30.000   |
| Vereinigtes Königreich (BPI) | Platin                                                                 | 378.000  |
| Insgesamt                    | 4× Gold · 1× Platin ·                                                  | 488.500  |

### Direct Hits 2003 2013
| Land/Region                  | Auszeichnungen für Musikverkäufe (Land/Region, Auszeichnung, Verkäufe) | Verkäufe |
| ---------------------------- | ---------------------------------------------------------------------- | -------- |
| Australien (ARIA)            | Gold                                                                   | 35.000   |
| Neuseeland (RMNZ)            | Gold                                                                   | 7.500    |
| Vereinigtes Königreich (BPI) | 3× Platin                                                              | 900.000  |
| Insgesamt                    | 2× Gold · 3× Platin ·                                                  | 942.500  |

### Wonderful Wonderful
| Land/Region                  | Auszeichnungen für Musikverkäufe (Land/Region, Auszeichnung, Verkäufe) | Verkäufe |
| ---------------------------- | ---------------------------------------------------------------------- | -------- |
| Vereinigtes Königreich (BPI) | Gold                                                                   | 188.000  |
| Insgesamt                    | 1× Gold ·                                                              | 188.000  |

### Imploding The Mirage
| Land/Region                  | Auszeichnungen für Musikverkäufe (Land/Region, Auszeichnung, Verkäufe) | Verkäufe |
| ---------------------------- | ---------------------------------------------------------------------- | -------- |
| Vereinigtes Königreich (BPI) | Gold                                                                   | 100.000  |
| Insgesamt                    | 1× Gold ·                                                              | 100.000  |

### Rebel Diamonds
| Land/Region                  | Auszeichnungen für Musikverkäufe (Land/Region, Auszeichnung, Verkäufe) | Verkäufe |
| ---------------------------- | ---------------------------------------------------------------------- | -------- |
| Neuseeland (RMNZ)            | Platin                                                                 | 15.000   |
| Vereinigtes Königreich (BPI) | Gold                                                                   | 100.000  |
| Insgesamt                    | 1× Gold · 1× Platin ·                                                  | 115.000  |

## Auszeichnungen nach Singles

### Mr. Brightside
| Land/Region                  | Auszeichnungen für Musikverkäufe (Land/Region, Auszeichnung, Verkäufe) | Verkäufe   |
| ---------------------------- | ---------------------------------------------------------------------- | ---------- |
| Australien (ARIA)            | 25× Platin                                                             | 1.750.000  |
| Brasilien (PMB)              | 2× Platin                                                              | 120.000    |
| Deutschland (BVMI)           | 3× Platin                                                              | 900.000    |
| Italien (FIMI)               | 2× Platin                                                              | 200.000    |
| Kanada (MC)                  | Diamant                                                                | 800.000    |
| Neuseeland (RMNZ)            | 11× Platin                                                             | 330.000    |
| Spanien (Promusicae)         | 2× Platin                                                              | 120.000    |
| Vereinigte Staaten (RIAA)    | Diamant                                                                | 10.000.000 |
| Vereinigtes Königreich (BPI) | 10× Platin                                                             | 6.000.000  |
| Insgesamt                    | 55× Platin · 2× Diamant ·                                              | 20.220.000 |

### Somebody Told Me
| Land/Region                  | Auszeichnungen für Musikverkäufe (Land/Region, Auszeichnung, Verkäufe) | Verkäufe  |
| ---------------------------- | ---------------------------------------------------------------------- | --------- |
| Australien (ARIA)            | 7× Platin                                                              | 490.000   |
| Brasilien (PMB)              | Platin                                                                 | 60.000    |
| Dänemark (IFPI)              | Gold                                                                   | 45.000    |
| Deutschland (BVMI)           | Gold                                                                   | 150.000   |
| Italien (FIMI)               | Platin                                                                 | 100.000   |
| Kanada (MC)                  | 5× Platin                                                              | 400.000   |
| Neuseeland (RMNZ)            | 3× Platin                                                              | 90.000    |
| Spanien (Promusicae)         | Platin                                                                 | 60.000    |
| Vereinigte Staaten (RIAA)    | 5× Platin                                                              | 5.000.000 |
| Vereinigtes Königreich (BPI) | 3× Platin                                                              | 1.800.000 |
| Insgesamt                    | 2× Gold · 26× Platin ·                                                 | 8.195.000 |

### All These Things That I’ve Done
| Land/Region                  | Auszeichnungen für Musikverkäufe (Land/Region, Auszeichnung, Verkäufe) | Verkäufe  |
| ---------------------------- | ---------------------------------------------------------------------- | --------- |
| Australien (ARIA)            | 2× Platin                                                              | 140.000   |
| Kanada (MC)                  | 3× Platin                                                              | 240.000   |
| Neuseeland (RMNZ)            | Platin                                                                 | 30.000    |
| Vereinigte Staaten (RIAA)    | 3× Platin                                                              | 3.000.000 |
| Vereinigtes Königreich (BPI) | Platin                                                                 | 600.000   |
| Insgesamt                    | 10× Platin ·                                                           | 4.010.000 |

### Smile Like You Mean It
| Land/Region                  | Auszeichnungen für Musikverkäufe (Land/Region, Auszeichnung, Verkäufe) | Verkäufe  |
| ---------------------------- | ---------------------------------------------------------------------- | --------- |
| Australien (ARIA)            | Platin                                                                 | 70.000    |
| Kanada (MC)                  | Gold                                                                   | 40.000    |
| Vereinigte Staaten (RIAA)    | Platin                                                                 | 1.000.000 |
| Vereinigtes Königreich (BPI) | Platin                                                                 | 600.000   |
| Insgesamt                    | 1× Gold · 3× Platin ·                                                  | 1.710.000 |

### When You Were Young
| Land/Region                  | Auszeichnungen für Musikverkäufe (Land/Region, Auszeichnung, Verkäufe) | Verkäufe  |
| ---------------------------- | ---------------------------------------------------------------------- | --------- |
| Australien (ARIA)            | 6× Platin                                                              | 420.000   |
| Brasilien (PMB)              | Diamant                                                                | 250.000   |
| Dänemark (IFPI)              | Gold                                                                   | 7.500     |
| Kanada (MC)                  | 4× Platin                                                              | 320.000   |
| Neuseeland (RMNZ)            | 2× Platin                                                              | 60.000    |
| Spanien (Promusicae)         | Gold                                                                   | 30.000    |
| Vereinigte Staaten (RIAA)    | 5× Platin                                                              | 5.000.000 |
| Vereinigtes Königreich (BPI) | 2× Platin                                                              | 1.200.000 |
| Insgesamt                    | 2× Gold · 19× Platin · 1× Diamant ·                                    | 7.287.500 |

### Bones
| Land/Region       | Auszeichnungen für Musikverkäufe (Land/Region, Auszeichnung, Verkäufe) | Verkäufe |
| ----------------- | ---------------------------------------------------------------------- | -------- |
| Australien (ARIA) | Gold                                                                   | 35.000   |
| Brasilien (PMB)   | Diamant                                                                | 250.000  |
| Insgesamt         | 1× Gold · 1× Diamant ·                                                 | 285.000  |

### Read My Mind
| Land/Region                  | Auszeichnungen für Musikverkäufe (Land/Region, Auszeichnung, Verkäufe) | Verkäufe  |
| ---------------------------- | ---------------------------------------------------------------------- | --------- |
| Australien (ARIA)            | Platin                                                                 | 70.000    |
| Brasilien (PMB)              | Gold                                                                   | 30.000    |
| Kanada (MC)                  | Platin                                                                 | 80.000    |
| Vereinigte Staaten (RIAA)    | Platin                                                                 | 1.000.000 |
| Vereinigtes Königreich (BPI) | Platin                                                                 | 600.000   |
| Insgesamt                    | 1× Gold · 4× Platin ·                                                  | 1.780.000 |

### For Reasons Unknown
| Land/Region                  | Auszeichnungen für Musikverkäufe (Land/Region, Auszeichnung, Verkäufe) | Verkäufe |
| ---------------------------- | ---------------------------------------------------------------------- | -------- |
| Vereinigtes Königreich (BPI) | Silber                                                                 | 200.000  |
| Insgesamt                    | 1× Silber ·                                                            | 200.000  |

### Shadowplay
| Land/Region     | Auszeichnungen für Musikverkäufe (Land/Region, Auszeichnung, Verkäufe) | Verkäufe |
| --------------- | ---------------------------------------------------------------------- | -------- |
| Brasilien (PMB) | Gold                                                                   | 30.000   |
| Insgesamt       | 1× Gold ·                                                              | 30.000   |

### Human
| Land/Region                  | Auszeichnungen für Musikverkäufe (Land/Region, Auszeichnung, Verkäufe) | Verkäufe  |
| ---------------------------- | ---------------------------------------------------------------------- | --------- |
| Australien (ARIA)            | 3× Platin                                                              | 210.000   |
| Brasilien (PMB)              | Platin                                                                 | 60.000    |
| Dänemark (IFPI)              | Platin                                                                 | 15.000    |
| Deutschland (BVMI)           | Platin                                                                 | 300.000   |
| Italien (FIMI)               | Platin                                                                 | 100.000   |
| Kanada (MC)                  | 2× Platin                                                              | 160.000   |
| Neuseeland (RMNZ)            | Gold                                                                   | 7.500     |
| Schweden (IFPI)              | Gold                                                                   | 10.000    |
| Spanien (Promusicae)         | Platin                                                                 | 20.000    |
| Vereinigte Staaten (RIAA)    | 2× Platin                                                              | 2.000.000 |
| Vereinigtes Königreich (BPI) | 3× Platin                                                              | 1.800.000 |
| Insgesamt                    | 2× Gold · 15× Platin ·                                                 | 4.682.500 |

### Spaceman
| Land/Region                  | Auszeichnungen für Musikverkäufe (Land/Region, Auszeichnung, Verkäufe) | Verkäufe |
| ---------------------------- | ---------------------------------------------------------------------- | -------- |
| Australien (ARIA)            | Platin                                                                 | 70.000   |
| Kanada (MC)                  | Gold                                                                   | 40.000   |
| Vereinigte Staaten (RIAA)    | Gold                                                                   | 500.000  |
| Vereinigtes Königreich (BPI) | Silber                                                                 | 200.000  |
| Insgesamt                    | 1× Silber · 2× Gold · 1× Platin ·                                      | 810.000  |

### Runaways
| Land/Region                  | Auszeichnungen für Musikverkäufe (Land/Region, Auszeichnung, Verkäufe) | Verkäufe |
| ---------------------------- | ---------------------------------------------------------------------- | -------- |
| Australien (ARIA)            | Platin                                                                 | 70.000   |
| Kanada (MC)                  | Gold                                                                   | 40.000   |
| Vereinigte Staaten (RIAA)    | Gold                                                                   | 500.000  |
| Vereinigtes Königreich (BPI) | Silber                                                                 | 200.000  |
| Insgesamt                    | 1× Silber · 2× Gold · 1× Platin ·                                      | 810.000  |

### Miss Atomic Bomb
| Land/Region     | Auszeichnungen für Musikverkäufe (Land/Region, Auszeichnung, Verkäufe) | Verkäufe |
| --------------- | ---------------------------------------------------------------------- | -------- |
| Brasilien (PMB) | Gold                                                                   | 30.000   |
| Insgesamt       | 1× Gold ·                                                              | 30.000   |

### Here with Me
| Land/Region     | Auszeichnungen für Musikverkäufe (Land/Region, Auszeichnung, Verkäufe) | Verkäufe |
| --------------- | ---------------------------------------------------------------------- | -------- |
| Brasilien (PMB) | Gold                                                                   | 30.000   |
| Insgesamt       | 1× Gold ·                                                              | 30.000   |

### Shot at the Night
| Land/Region                  | Auszeichnungen für Musikverkäufe (Land/Region, Auszeichnung, Verkäufe) | Verkäufe |
| ---------------------------- | ---------------------------------------------------------------------- | -------- |
| Australien (ARIA)            | Gold                                                                   | 35.000   |
| Brasilien (PMB)              | Gold                                                                   | 30.000   |
| Kanada (MC)                  | Gold                                                                   | 40.000   |
| Vereinigte Staaten (RIAA)    | Gold                                                                   | 500.000  |
| Vereinigtes Königreich (BPI) | Silber                                                                 | 200.000  |
| Insgesamt                    | 1× Silber · 4× Gold ·                                                  | 805.000  |

### The Man
| Land/Region                  | Auszeichnungen für Musikverkäufe (Land/Region, Auszeichnung, Verkäufe) | Verkäufe  |
| ---------------------------- | ---------------------------------------------------------------------- | --------- |
| Australien (ARIA)            | 2× Platin                                                              | 140.000   |
| Brasilien (PMB)              | Gold                                                                   | 20.000    |
| Kanada (MC)                  | Platin                                                                 | 80.000    |
| Vereinigte Staaten (RIAA)    | Platin                                                                 | 1.000.000 |
| Vereinigtes Königreich (BPI) | Gold                                                                   | 400.000   |
| Insgesamt                    | 2× Gold · 4× Platin ·                                                  | 1.640.000 |

### Run for Cover
| Land/Region                  | Auszeichnungen für Musikverkäufe (Land/Region, Auszeichnung, Verkäufe) | Verkäufe |
| ---------------------------- | ---------------------------------------------------------------------- | -------- |
| Australien (ARIA)            | Gold                                                                   | 35.000   |
| Kanada (MC)                  | Gold                                                                   | 40.000   |
| Vereinigtes Königreich (BPI) | Silber                                                                 | 200.000  |
| Insgesamt                    | 1× Silber · 2× Gold ·                                                  | 275.000  |

### Caution
| Land/Region       | Auszeichnungen für Musikverkäufe (Land/Region, Auszeichnung, Verkäufe) | Verkäufe |
| ----------------- | ---------------------------------------------------------------------- | -------- |
| Australien (ARIA) | Gold                                                                   | 35.000   |
| Insgesamt         | 1× Gold ·                                                              | 35.000   |

## Auszeichnungen nach Liedern

### Jenny Was a Friend of Mine
| Land/Region                  | Auszeichnungen für Musikverkäufe (Land/Region, Auszeichnung, Verkäufe) | Verkäufe |
| ---------------------------- | ---------------------------------------------------------------------- | -------- |
| Australien (ARIA)            | Gold                                                                   | 35.000   |
| Kanada (MC)                  | Gold                                                                   | 40.000   |
| Vereinigte Staaten (RIAA)    | Gold                                                                   | 500.000  |
| Vereinigtes Königreich (BPI) | Silber                                                                 | 200.000  |
| Insgesamt                    | 1× Silber · 3× Gold ·                                                  | 775.000  |

### This River Is Wild
| Land/Region     | Auszeichnungen für Musikverkäufe (Land/Region, Auszeichnung, Verkäufe) | Verkäufe |
| --------------- | ---------------------------------------------------------------------- | -------- |
| Brasilien (PMB) | Diamant                                                                | 250.000  |
| Insgesamt       | 1× Diamant ·                                                           | 250.000  |

## Auszeichnungen nach Videoalben

### Sawdust – The Rarities
| Land/Region         | Auszeichnungen für Musikverkäufe (Land/Region, Auszeichnung, Verkäufe) | Verkäufe |
| ------------------- | ---------------------------------------------------------------------- | -------- |
| Argentinien (CAPIF) | Platin                                                                 | 8.000    |
| Insgesamt           | 1× Platin ·                                                            | 8.000    |

### Live from the Royal Albert Hall
| Land/Region                  | Auszeichnungen für Musikverkäufe (Land/Region, Auszeichnung, Verkäufe) | Verkäufe |
| ---------------------------- | ---------------------------------------------------------------------- | -------- |
| Australien (ARIA)            | Platin                                                                 | 15.000   |
| Brasilien (PMB)              | Gold                                                                   | 30.000   |
| Neuseeland (RMNZ)            | Gold                                                                   | 2.500    |
| Vereinigte Staaten (RIAA)    | Platin                                                                 | 100.000  |
| Vereinigtes Königreich (BPI) | 2× Platin                                                              | 100.000  |
| Insgesamt                    | 2× Gold · 4× Platin ·                                                  | 247.500  |

## Statistik und Quellen
| Land/RegionAuszeichnungen für Musikverkäufe (Land/Region, Auszeichnungen, Verkäufe, Quellen) | Silber     | Gold       | Platin         | Diamant     | Verkäufe    | Quellen                                                     |
| -------------------------------------------------------------------------------------------- | ---------- | ---------- | -------------- | ----------- | ----------- | ----------------------------------------------------------- |
| Argentinien (CAPIF)                                                                          | —          | 2× Gold2   | Platin1        | —           | 48.000      | capif.org.ar                                                |
| Australien (ARIA)                                                                            | —          | 8× Gold8   | 60× Platin60   | —           | 4.425.000   | aria.com.au                                                 |
| Belgien (BRMA)                                                                               | —          | 2× Gold2   | —              | —           | 50.000      | ultratop.be                                                 |
| Brasilien (PMB)                                                                              | —          | 7× Gold7   | 4× Platin4     | 3× Diamant3 | 1.190.000   | pro-musicabr.org.br                                         |
| Dänemark (IFPI)                                                                              | —          | 4× Gold4   | 3× Platin3     | —           | 142.500     | ifpi.dk                                                     |
| Deutschland (BVMI)                                                                           | —          | 3× Gold3   | 5× Platin5     | —           | 1.850.000   | musikindustrie.de                                           |
| Europa (IFPI)                                                                                | —          | —          | 3× Platin3     | —           | (3.000.000) | ifpi.org (Memento vom 15. Oktober 2013 im Internet Archive) |
| Frankreich (SNEP)                                                                            | —          | Gold1      | —              | —           | 100.000     | infodisc.fr snepmusique.com                                 |
| Golf-Kooperationsrat (IFPI)                                                                  | —          | Gold1      | —              | —           | 3.000       | ifpi.org                                                    |
| Griechenland (IFPI)                                                                          | —          | Gold1      | —              | —           | 5.000       | Einzelnachweise                                             |
| Irland (IRMA)                                                                                | —          | 2× Gold2   | 9× Platin9     | —           | 150.000     | irishcharts.ie                                              |
| Italien (FIMI)                                                                               | —          | Gold1      | 4× Platin4     | —           | 425.000     | fimi.it                                                     |
| Kanada (MC)                                                                                  | —          | 8× Gold8   | 28× Platin28   | Diamant1    | 3.590.000   | musiccanada.com                                             |
| Mexiko (AMPROFON)                                                                            | —          | 2× Gold2   | —              | —           | 70.000      | amprofon.com.mx                                             |
| Neuseeland (RMNZ)                                                                            | —          | 3× Gold3   | 23× Platin23   | —           | 617.500     | aotearoamusiccharts.co.nz NZ2 NZ3                           |
| Norwegen (IFPI)                                                                              | —          | Gold1      | —              | —           | 15.000      | ifpi.no                                                     |
| Österreich (IFPI)                                                                            | —          | Gold1      | —              | —           | 15.000      | ifpi.at                                                     |
| Russland (NFPF)                                                                              | —          | Gold1      | —              | —           | 10.000      | 2m-online.ru                                                |
| Schweden (IFPI)                                                                              | —          | 2× Gold2   | —              | —           | 30.000      | sverigetopplistan.se                                        |
| Schweiz (IFPI)                                                                               | —          | Gold1      | —              | —           | 15.000      | hitparade.ch                                                |
| Singapur (RIAS)                                                                              | —          | Gold1      | —              | —           | 5.000       | rias.org.sg                                                 |
| Spanien (Promusicae)                                                                         | —          | 2× Gold2   | 4× Platin4     | —           | 270.000     | elportaldemusica.es                                         |
| Vereinigte Staaten (RIAA)                                                                    | —          | 4× Gold4   | 28× Platin28   | Diamant1    | 39.100.000  | riaa.com                                                    |
| Vereinigtes Königreich (BPI)                                                                 | 6× Silber6 | 4× Gold4   | 45× Platin45   | —           | 21.761.000  | bpi.co.uk                                                   |
| Insgesamt                                                                                    | 6× Silber6 | 62× Gold62 | 217× Platin217 | 5× Diamant5 |             |                                                             |